# Alcyonidium effusum
Alcyonidium effusum är en mossdjursart som beskrevs av Norman 1909. Alcyonidium effusum ingår i släktet Alcyonidium och familjen Alcyonidiidae. Inga underarter finns listade i Catalogue of Life.